# La moglie
La moglie è un cortometraggio del 2006 diretto da Andrea Zaccariello.

## Trama
Un marito e una moglie. Bella e innamorata. Il loro anniversario. Un regalo per lei. Una casetta sul mare, isolata e romantica. Due giorni insieme lontano da tutti. Ma quel regalo per la moglie potrebbe essere l'ultimo, terribile appuntamento...

## Riconoscimenti
- Cittadella del corto
- Premio SIAE alla miglior sceneggiatura
- Festival “La 25ª Ora”: 1º Premio assoluto.
- 7° Roma International Film Festival: Premio speciale della Giuria.
- 14º Festival del Corto di Fiction: Premio speciale SIAE miglior Sceneggiatura.
- 11° Genova film festival, Premio speciale della Giuria e Premio della Critica.
- Cortopalo film festival 2008: Premio Perseo.
- Festival Internazionale: Per un Pugno di Corti, miglior Sceneggiatura.
- 12° Jakarta Film Festival.
- XX° Fano International Film Festival: miglior Attore a Enrico Silvestrin e Valeria Solarino.
- 62º Festival Internazionale del Cinema di Salerno: Premio della Giuria, Targa FilmFest.
- 2009 Huston WorldFest.
- 6° Immaginaria Film Festival: Premio Migliore Attrice a Valeria Solarino.
- Palm Beach International Film Festival 2009.
- Hollyshorts Hollywood 2009.
- 10º Festival "Arrivano i Corti": Premio Migliore Attrice a Valeria Solarino.
- 12° Parma Film Festival 2009: 1º Premio.